# Euryglossa alincia
Euryglossa alincia är en biart som beskrevs av Exley 1976. Euryglossa alincia ingår i släktet Euryglossa och familjen korttungebin. Inga underarter finns listade i Catalogue of Life.